# توم هيويت
توم هيويت (بالإنجليزية: Tom Hewitt)‏ هو لاعب دوري الرغبي أسترالي، ولد في 1 أكتوبر 1985 في Theodore, Queensland ‏ في أستراليا.